# Libia na Mistrzostwach Świata w Lekkoatletyce 2017
Libia na Mistrzostwach Świata w Lekkoatletyce 2017 – reprezentacja Libii podczas Mistrzostw Świata w Lekkoatletyce 2017 rozgrywanych w Londynie liczyć miała 1 zawodnika, który ostatecznie nie wziął udziału w zawodach.

## Skład reprezentacji
| Zawodnik      | Konkurencja | Finał    | Finał   |
| Zawodnik      | Konkurencja | Rezultat | Pozycja |
| ------------- | ----------- | -------- | ------- |
| Mohamed Hrezi | maraton     | DNS      | DNS     |